# Indisk elefant
Indisk elefant (Elephas maximus indicus) er en underart af den asiatiske elefant som lever på det indiske subkontinent.

## Nomenklatur
Betegnelsen Indisk elefant anvendes også som synonym for den asiatiske elefant. Dette skyldes, at Carl von Linné i starten kaldte den asiatiske elefant for den indiske elefant. Senere kategoriserede han elefanten fra Ceylon (nu Sri Lanka) for at være sin egen art. Han anså den også for, at være større og gav den derfor navnet Elephas maximus. Senere forskning har dog vist at alle asiatiske elefanter tilhører samme art, og de er derfor blevet samlet under artsnavnet maximus.